# Marina Stakusic
Marina Stakusic (nació el 27 de noviembre de 2004) es una tenista profesional canadiense.
Stakusic tiene un ranking de individuales WTA más alto de su carrera, n.º 128, logrado el 16 de septiembre de 2024. También fue n.º 448 en dobles, logrado el 14 de agosto de 2023.
En septiembre de 2024, llegó a su primer cuartos de final de un torneo WTA en el Torneo de Guadalajara 2024 luego de pasar la clasificación, venciendo en primera ronda a Anna Schmiedlová. En segunda venció a la preclasificada #1 y 10 del mundo Jeļena Ostapenko y finalmente perdería con la campeona del evento Magdalena Fręch en 2 set.

## Títulos WTA 125s

### Individual (1)
| Resultado | Fecha                 | Torneo  | Superficie | Oponente      | Puntaje       |
| --------- | --------------------- | ------- | ---------- | ------------- | ------------- |
| 1.        | 27 de octubre de 2024 | Tampico | Dura       | Anna Blinkova | 6-4, 2-6, 6-4 |